# Nadezhda Skardino
Nadezhda Skardino –en ruso, Надежда Скардино; en bielorruso, Надзея Скардзіна, Nadzeya Skardzina– (San Petersburgo, URSS, 27 de marzo de 1985) es una deportista bielorrusa que compite en biatlón.
Participó en tres Juegos Olímpicos de Invierno, entre los años 2010 y 2018, obteniendo dos medallas, oro en Pyeongchang 2018 y bronce en Sochi 2014.
Ganó una medalla de bronce en el Campeonato Mundial de Biatlón de 2011 y dos medallas de oro en el Campeonato Europeo de Biatlón.

## Palmarés internacional
| Juegos Olímpicos   | Juegos Olímpicos            | Juegos Olímpicos  | Juegos Olímpicos |
| Año                | Lugar                       | Medalla           | Prueba           |
| ------------------ | --------------------------- | ----------------- | ---------------- |
| 2014               | Sochi (Rusia)               | Medalla de bronce | Individual       |
| 2018               | Pyeongchang (Corea del Sur) | Medalla de oro    | Relevo           |
| Campeonato Mundial |                             |                   |                  |
| Año                | Lugar                       | Medalla           | Prueba           |
| 2011               | Janty-Mansisk (Rusia)       | Medalla de bronce | Relevo mixto     |
| Campeonato Europeo |                             |                   |                  |
| Año                | Lugar                       | Medalla           | Prueba           |
| 2007               | Bansko (Bulgaria)           | Medalla de oro    | Relevo           |
| 2016               | Tiumén (Rusia)              | Medalla de oro    | Persecución      |